# Vicluvia lombardoae
Vicluvia lombardoae è un crostaceo estinto appartenente alla famiglia Eucopiidae e al gruppo Mysidacea vissuto tra il Ladinico e il tardo Ladinico (Triassico Medio).

## Descrizione
Il corpo di questo crostaceo arrivava talvolta a superare i 35mm di lunghezza, escludendo le antenne.
Possedeva un cefalotorace di forma tubulare che, insieme alla squama antennale, costituiva quasi il 45% del corpo totale (il cefalotorace arrivava a una lunghezza di circa 15-17mm negli esemplari maturi). Lo scudo era molto corto, meno di un terzo della lunghezza totale del corpo e, avendo il margine posteriore concavo, si presentava più corto dorsalmente. Probabilmente era collegato al cefalotorace solo nell’estremità anteriore.
La coda aveva una forma a ventaglio ed era costituita da telson e da un paio di uropodi biramosi.
Possedeva delle antenne biflagellate e degli occhi bulbosi, relativamente grandi rispetto alle dimensioni dell’intero corpo.
Le proporzioni del corpo cambiavano durante l'accrescimento (crescita allometrica) e la maggior parte delle variazioni ontogenetiche sono legate all'ingrandimento dello scudo e all'allungamento del pleon rispetto al ventaglio della coda.

## Classificazione
Vicluvia lombardoae venne descritta per la prima volta nel 2019. Gli esemplari della serie tipo che ha permesso la descrizione del genere e della specie appartengono alla Kalkschieferzone media, affiorante nella località italiana di Cà del Frate (Viggiù) e sono stati raccolti durante gli scavi avvenuti tra il 1997 e il 2003, frutto di un progetto congiunto finanziato dal Museo Cantonale di Storia Naturale di Lugano (MCSN) e gestito dall'Università degli Studi di Milano. Altri esemplari di Vicluvia lombardoae n. gen. n. sp. (esemplari CMISN) provengono dallo scavo nella Kalkschieferzone inferiore in Val Mara, vicino Meride (Canton Ticino).
La scoperta e la descrizione di Vicluvia lombardoae ha consentito un miglioramento riguardo alle informazioni fino ad allora possedute sui mysidacei triassici (sensu lato), un gruppo di crostacei simili a gamberi che attualmente comprende centinaia di specie in tutto il mondo, distribuite in ambienti marini e d'acqua dolce.

## Paleoecologia

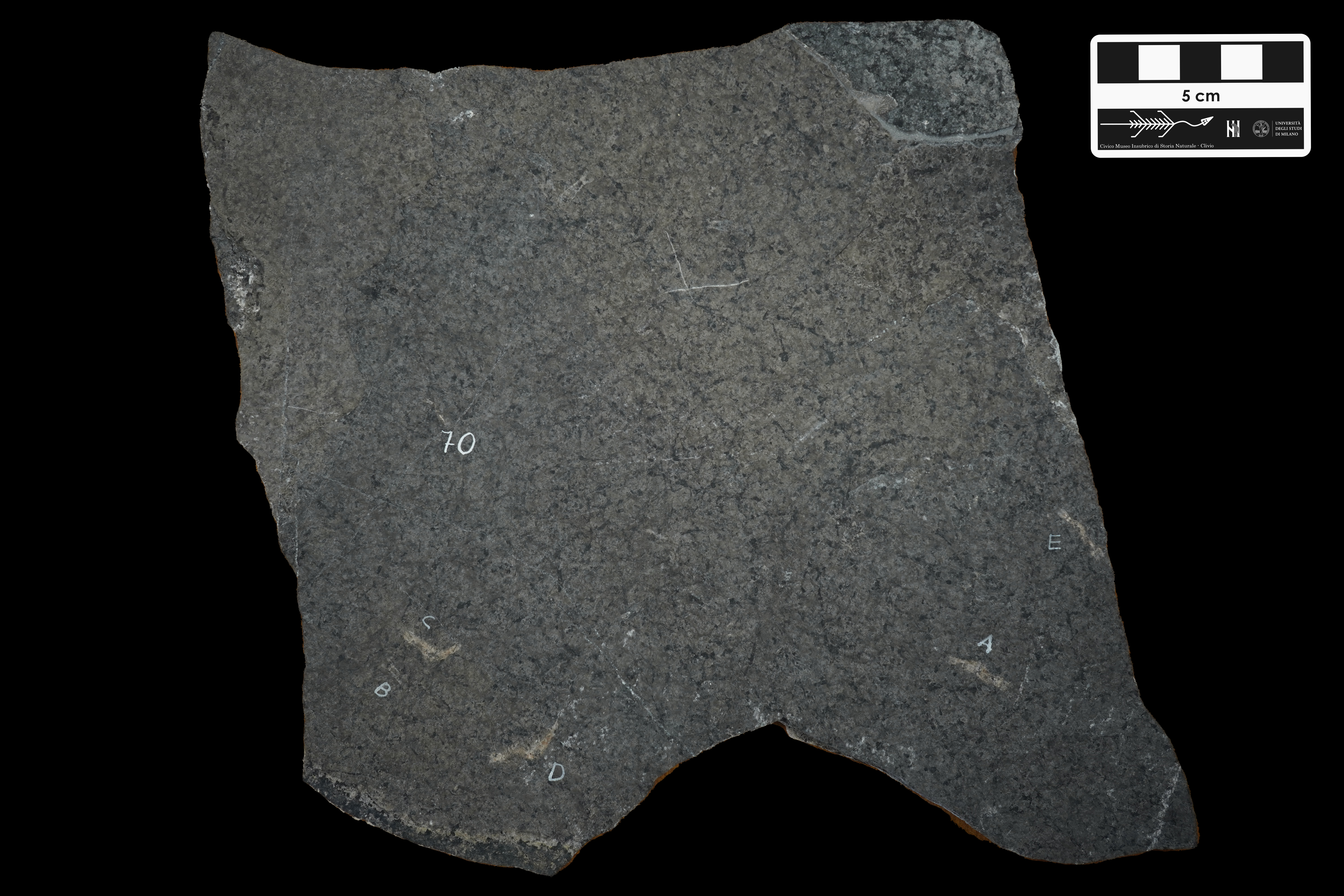
Mortalità di massa di Vicluvia lombardoae

V. lombardoae era un crostaceo di acqua dolce: la sua presenza in sedimenti marini come quelli della Kalkschieferzone (o Calcare di Meride) indica la presenza, e l'occasionale mescolamento, di bacini di acqua salata e di acqua dolce. Questo cambio di salinità portava questi crostacei alla morte creando intere mortalità di massa di questi piccoli misidiacei.

## Etimologia
Il nome del genere deriva da Vicluvium, l’antico nome latino di Viggiù, comune che ospita la località tipo della specie tipo. Il nome delle specie lombardoae onora Cristina Lombardo (Dipartimento di Scienze della Terra "A. Desio", Università degli Studi di Milano) per il suo lavoro sulla fauna della Kalkschieferzone.